# 에러워시

에러워시의 위치

에러워시(영어: Erewash)는 잉글랜드 더비셔주에 위치한 비도시 자치구로 중심 도시는 일크스턴이며 인구는 114,048명(2014년 기준), 면적은 109.6km2이다.